# De matasanos a cirujanos
De matasanos a cirujanos: Joseph Lister y la revolución que transformó el truculento mundo de la medicina victoriana (título original en inglés: The Butchering Art: Joseph Lister's Quest to Transform the Grisly World of Victorian Medicine) es un libro histórico de no ficción de 2017 de Lindsey Fitzharris que analiza la evolución de la medicina de la época victoriana entre las décadas de 1840 y 1870, junto con cómo el cirujano Joseph Lister revolucionó la práctica de la cirugía para reducir las tasas de mortalidad extremadamente altas de la época. Publicado por Farrar, Straus and Giroux el 17 de octubre de 2017, el libro incluye descripciones gráficas de los quirófanos y las condiciones sucias de los hospitales y otras instalaciones de la época. El libro recibió el 2018. PEN/E O. Wilson Literary Science Writing Award y fue preseleccionado tanto para el Wellcome Book Prize 2018 como para el Wolfson History Prize 2018.

## Contenido
El libro se divide en un prólogo, once capítulos y un epílogo. El prólogo analiza una visión general del período como una «era de agonía» que estaba llegando a su fin gracias a la aparición de Joseph Lister. Cada capítulo posterior cubre una historia continua de la vida de Lister desde la infancia en adelante, con viñetas intercaladas con otros eventos y relatos de la profesión médica durante ese período. La cobertura de la vida de Lister se basa en gran medida en el uso que hace Fitzharris de sus cartas personales y el relato que dan de sus actividades y procesos de pensamiento.
El prólogo del relato histórico comienza en 1846 y la primera operación quirúrgica con cualquier forma de anestésico realizada por Robert Liston y cómo un paciente inconsciente aumentó significativamente la capacidad de los cirujanos para completar sus operaciones y hacer que sus pacientes sobrevivieran. Luego pasa a la infancia de Lister y su fascinación por el trabajo de su padre, Joseph Jackson Lister, en óptica y el desarrollo del microscopio. Al llevar el microscopio de su padre a la universidad y usarlo para el examen microscópico de tejido, creó nuevas formas de tratar heridas quirúrgicas con la esperanza de reducir las infecciones posquirúrgicas. Otros científicos, como Oliver Wendell Holmes Sr. e Ignaz Semmelweis, también lograron avances en la comprensión de cómo los microorganismos conducían a las enfermedades. El descubrimiento de Lister en 1864 del trabajo de Louis Pasteur sobre la causa de la putrefacción condujo a su eventual introducción de antisépticos mediante el uso de aerosoles de ácido carbólico. Su metodología fue criticada por varios otros miembros de la comunidad científica, pero su exitoso tratamiento de la reina Victoria en 1871 resultó en la adopción generalizada de sus técnicas antisépticas, que presentó formalmente en el Congreso Médico Internacional de 1876.

## Recepción de la crítica
En su reseña para NPR, la autora Genevieve Valentine describió el libro como «a partes iguales un esquema mareante de la medicina victoriana y una tranquila historia de una vida dedicada a impulsar el progreso científico» y, a pesar de ser un tema de nicho, sugirió que hay «algo que se siente vital en un libro sobre los horrores que todos aceptaron como los costos de hacer negocios y la importancia de la perseverancia para ver resultados». Jennifer Senior en The New York Times criticó el libro como un «primer esfuerzo imperfecto, más fuerte al principio que al final, y un poco cotidiano cuando no es extraño», pero también señaló que la historia que se cuenta en el interior es «de fascinación permanente» porque involucra un concepto: los médicos cortando cuerpos abiertos con herramientas y manos sucias estaban dañando a sus pacientes, eso es tan simple y directo que [el hecho de que] la idea incluso tenía que ser ideada es difícil de concebir. Al realizar una reseña para The Guardian, Wendy Moore escribió que a pesar de que el tema es un «héroe reacio» que de otro modo podría dar lugar a una historia aburrida, Fitzharris «negocia hábilmente este peligro iluminando los personajes y las ideas de la época« junto con un «ojo para detalles mórbidos, imágenes viscerales y potencial cómico» que le da una personalidad más profunda a Lister.
Agnes Arnold-Forster de Reviews in History vio el libro desde dos perspectivas. Por un lado, consideró el libro una «lectura convincente» que «despliega hábilmente la tensión narrativa» de capítulo a capítulo, formando una obra que interesaría al público en general y le informaría sobre este período de la historia. Pero en el ámbito académico, el libro es a menudo exagerado en sus descripciones de Lister y tiende a «desviarse hacia lo adulador», con varias de sus afirmaciones sobre la comunidad médica de la época y la adopción de ideas basadas en gérmenes, que ya se estaban poniendo de moda durante la década de 1850, en desacuerdo con otras investigaciones modernas de Christopher Lawrence, Michael Brown y Richard Dixey.  Martin Edwards, en el British Journal of General Practice, deseó que se hubieran incluido algunas imágenes para las espeluznantes descripciones y señaló que la historia acrítica de la vida de Lister junto con las implicaciones de que él se adelantó a la teoría de los gérmenes sería desagradable para algunos historiadores. No obstante, consideró el libro «divertido, fascinante, fácil de leer y no asume ningún conocimiento histórico previo» para los lectores que, en general, «merece un lugar junto a la cama de cualquier médico interesado en un glorioso juego lleno de pus y sangre».
Publishers Weekly seleccionó De matasanos a cirujanos como una de sus selecciones especiales y entre los 10 mejores libros de ciencia del año, señalando que el libro de Fitzharris «infunde su examen reflexivo y finamente elaborado de esta revolución con el mismo sentido de asombro y compasión que el propio Lister trajo a sus pacientes». Para The Wall Street Journal, John J. Ross se refirió al libro como un «logro formidable: una historia conmovedora contada con brío» que logra restaurar «a este abandonado campeón de la medicina basada en la evidencia a un lugar central en la historia de la medicina», aunque también señala que Fitzharris es «ocasionalmente confusa en cuestiones clínicas», como al describir la enfermedad de Hodgkin como rara, y que el libro evita mencionar cualquiera de los aspectos negativos de Lister, como su sexismo hacia las estudiantes de medicina. Tilli Tansey en la revista Nature consideró el libro como «bien investigado y escrito con entusiasmo», además de ser una «lectura excelente llena de detalles vívidos», aunque también explicó cómo Fitzharris «se toma cierta licencia con conversaciones, pensamientos y emociones especulativos, y algunos anacronismos molestan». En Social History of Medicine, Anne Crowther fue muy crítica con el libro, diciendo que «sigue bien la carrera de Lister pero es más débil en el contexto histórico, sucumbiendo a la búsqueda de 'color' por parte de la historia popular a toda costa», incluidas generalizaciones de la historia que conducen a a imprecisiones y desinformación, incluida la atribución de citas falsas y las matemáticas estadísticas. Esto, añadió, junto con la forma en que se presentan los hospitales especializados y otros trabajadores médicos de la época en comparación con Lister, dejaría a los lectores con una «visión muy anticuada del tema» que no coincide con los estudios modernos.